# Käpplingeholmen 3

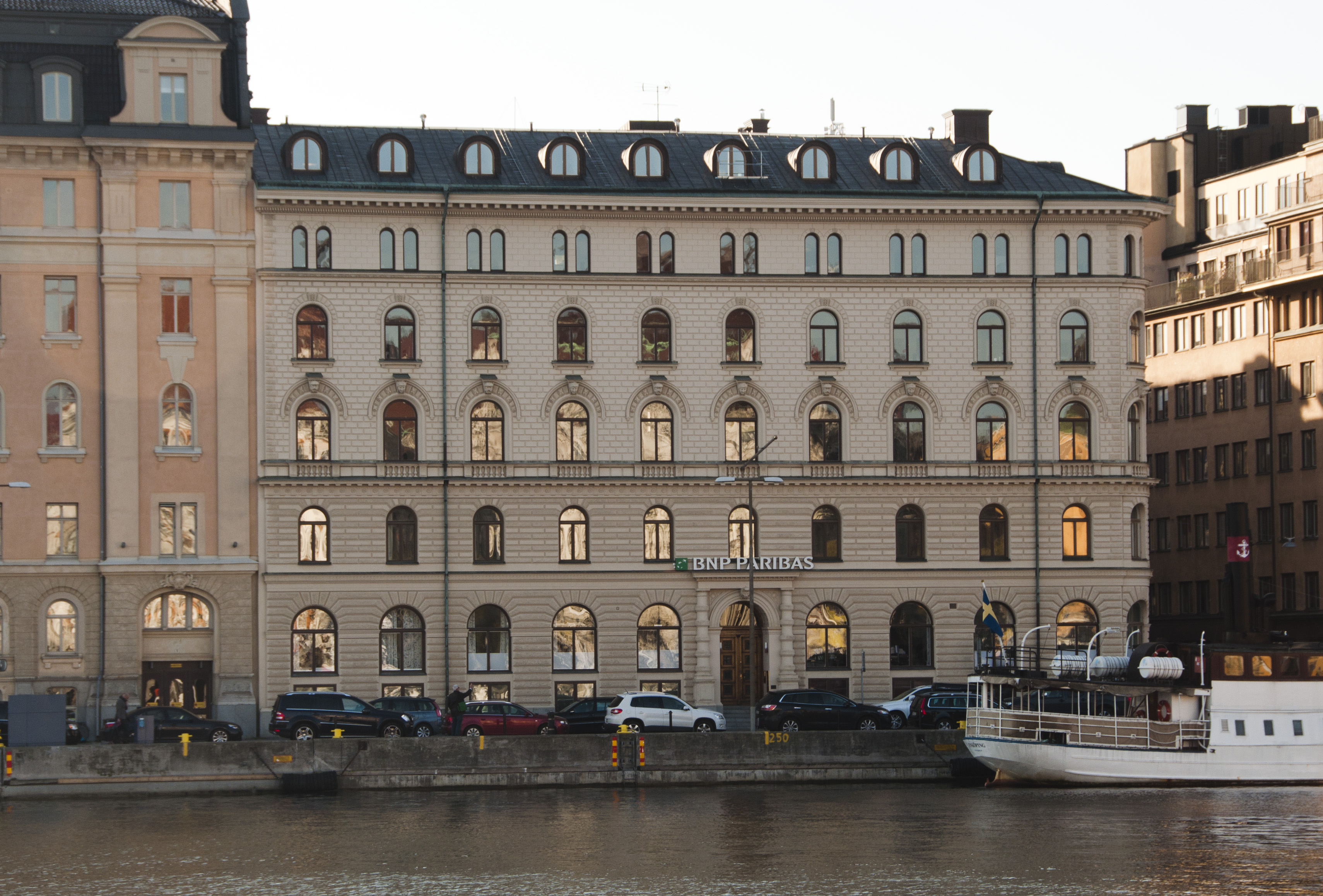
Käpplingeholmen 3

Käpplingeholmen 3 är en fastighet på Nybrokajen 5, Teatergatan 1, på Blasieholmen i Stockholm.
Byggnaden uppfördes 1880-81 av byggherren W. A. Ekengren. Arkitekt var Adolf Emil Melander. Från början fanns här bostäder, men sedan en ombyggnation 1938-1940 utgörs byggnaden av kontorslokaler.
Äventyraren och adelsmannen Sven Hedin har gjort avtryck, bokstavligt talat, på denna byggnad. På entrédörren ser man än i dag spår av hans käpp, med vilken han hade för vana att öppna porten. I byggnaden har ett stort antal förhandlingar mellan arbetsmarknadens parter förts, under den tid då SAF var ägare. Fastigheten ägs och förvaltas i dag av Humlegården Fastigheter AB.